# Mensajeros de Juan el Bautista

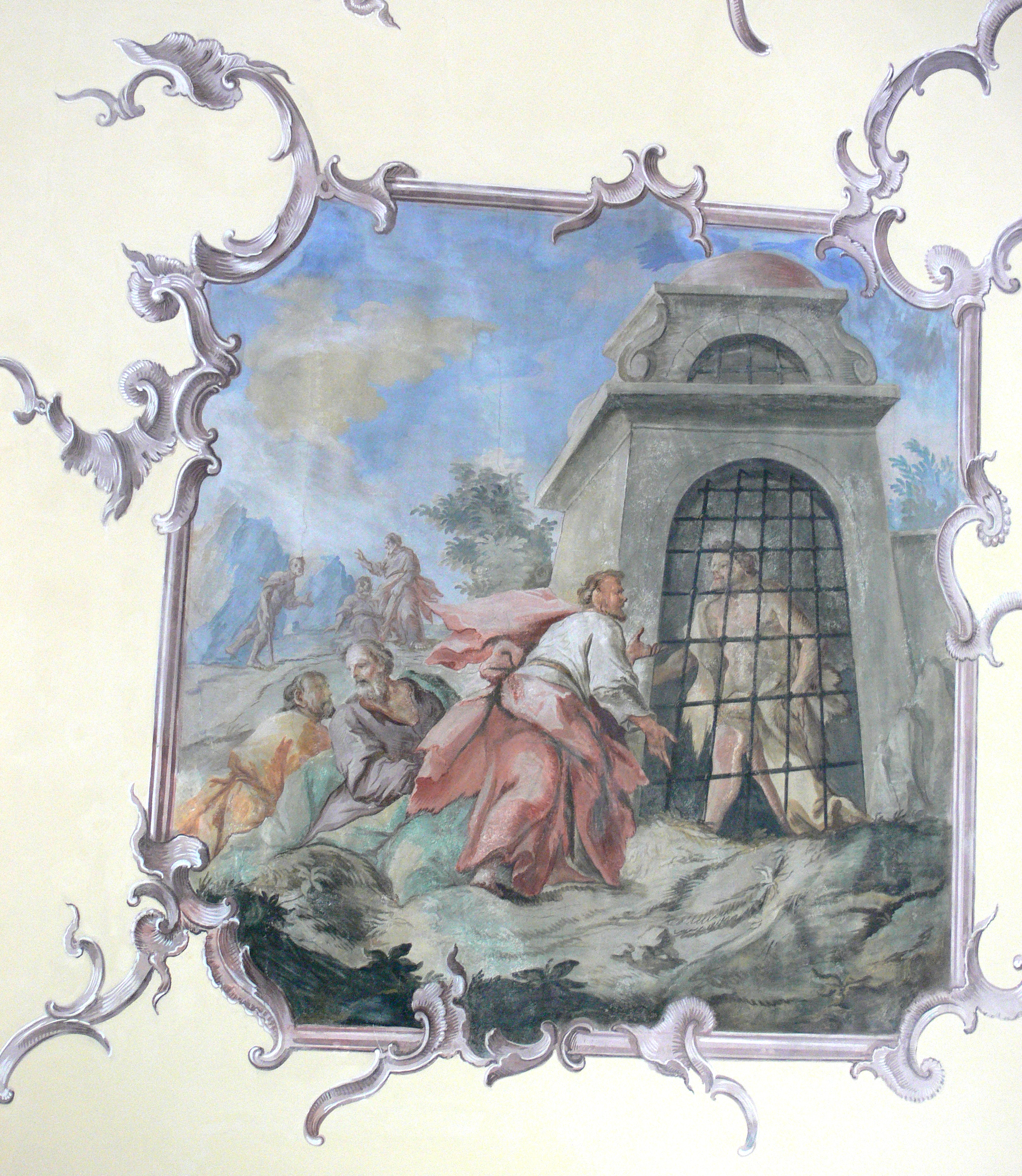
Juan el Bautista en prisión, por Josef Anton Hafner, 1750

En el Nuevo Testamento, los mensajeros que vinieron de parte de Juan el Bautista a Jesús se mencionan en Mateo 11:2-6 y Lucas 7:18-23.
Su diputación para encontrarse con Jesús se cuenta después del Bautismo de Jesús, cuando Juan está en prisión en el fuerte de Maqueronte y oye hablar de las obras realizadas por Jesús. Busca confirmación sobre si Jesús es el profetizado Mesías del Antiguo Testamento. Juan envía a (dos de) sus discípulos como mensajeros para hacer una pregunta a Jesús: "¿Eres tú el que ha de venir después de mí o esperamos a otro?".  Jesús contestó a Juan a través de los mensajeros para que tomara nota de todas las obras milagrosas que había hecho según se describen en Lucas 7:22.
Según el Evangelio de Mateo:

Cuando Juan oyó en la cárcel lo que hacía Cristo, envió a sus discípulos a preguntarle: «¿Eres tú el que había de venir, o debemos esperar a otro?». Jesús respondió: «Volved e informad a Juan de lo que oís y veis: Los ciegos ven, los cojos andan, los leprosos se curan, los sordos oyen, los muertos resucitan y se anuncia la Buena Nueva a los pobres. Bienaventurado el hombre que no recae a causa de mí."

Las «mejores autoridades manuscritas» afirman que Juan envió la palabra δια των μαθητων αυτου, dia tōn mathētōn autou, es decir. e. por medio de sus discípulos, aunque δύο τῶν μαθητῶν αὐτοῦ, duo tōn mathētōn autou, que significa dos de sus discípulos, aparece en el Textus Receptus. El comentarista bíblico Marvin Vincent sostiene que la lectura correcta es διά. El texto de Lucas también se refiere a dos de sus discípulos.
Tras este episodio, Jesús comienza a hablar a la multitud sobre Juan el Bautista, según los informes de NVI y NVI.